# Grünberger Ábrahám
Grünberger Ábrahám (Ópályi, 1880. november 15. – ?) Celldömölk főrabbija. 

## Élete
Grünberger Márkusz és Weisz Eszti fia. Középiskoláit Nagyváradon, a rabbiképző főiskolát Pozsonyban végezte. Tanulmányainak befejezése után, mint helyettes rabbi, Sárisápon működött. 1910-ben választották meg Celldömölk főrabbijának. Egyházi egyesületek létesítése és fejlesztése terén eredményes tevékenységet fejtett ki. Egyháztörténelmi írásai az egyházi lapokban jelentek meg. 
Felesége Schvarcz Helene volt, akivel 1922. május 16-án Kiskunhalason kötött házasságot.